# Cornelis Brouwer

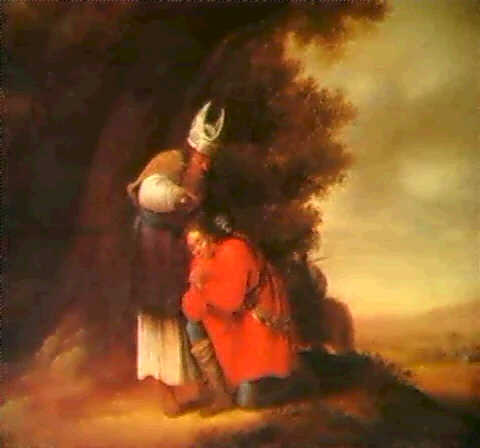
Die Salbung Davids durch den Propheten Samuel

Cornelis Brouwer (* 1634 in Rotterdam; † 24. August 1681 ebenda) war ein niederländischer Maler und Kunstfreund.

## Leben
Brouwer war ein wohl hauptsächlich in Rotterdam tätiger Maler aus dem Umkreis von Rembrandt. Der holländische Maler Adriaen van der Werff, der ein Schützling Brouwers war, überliefert jedenfalls, dieser sei ein Schüler Rembrandts gewesen. Brouwer bat den jungen Künstler ihm eines seiner Bildnisse zu überlassen, um es einigen Kunstkennern in Rotterdam zu zeigen. Diese waren sehr überrascht, bei einem so jungen Mann eine solche Kunstfertigkeit zu sehen.
Von Brouwer ist so gut wie gar nichts bekannt, doch bestätigt das einzige für ihn gesicherte Werk eine Kenntnis von Rembrandts Leidener Stil um 1630. Bei dem Bild handelt es sich um das 1634 gemalte und mit „Brouwer“ signierte Bild Der ungetreue Knecht (Elischa bestraft Gehasi mit dem Aussatz Naemans). Am 26. Juli 1664 heiratete er Maritje (geborene Olshoorn, † 12. Dezember 1716). Am 19. Oktober 1671 wurde er Vorstand der Malergilde zu Rotterdam.

## Werke (Auswahl)

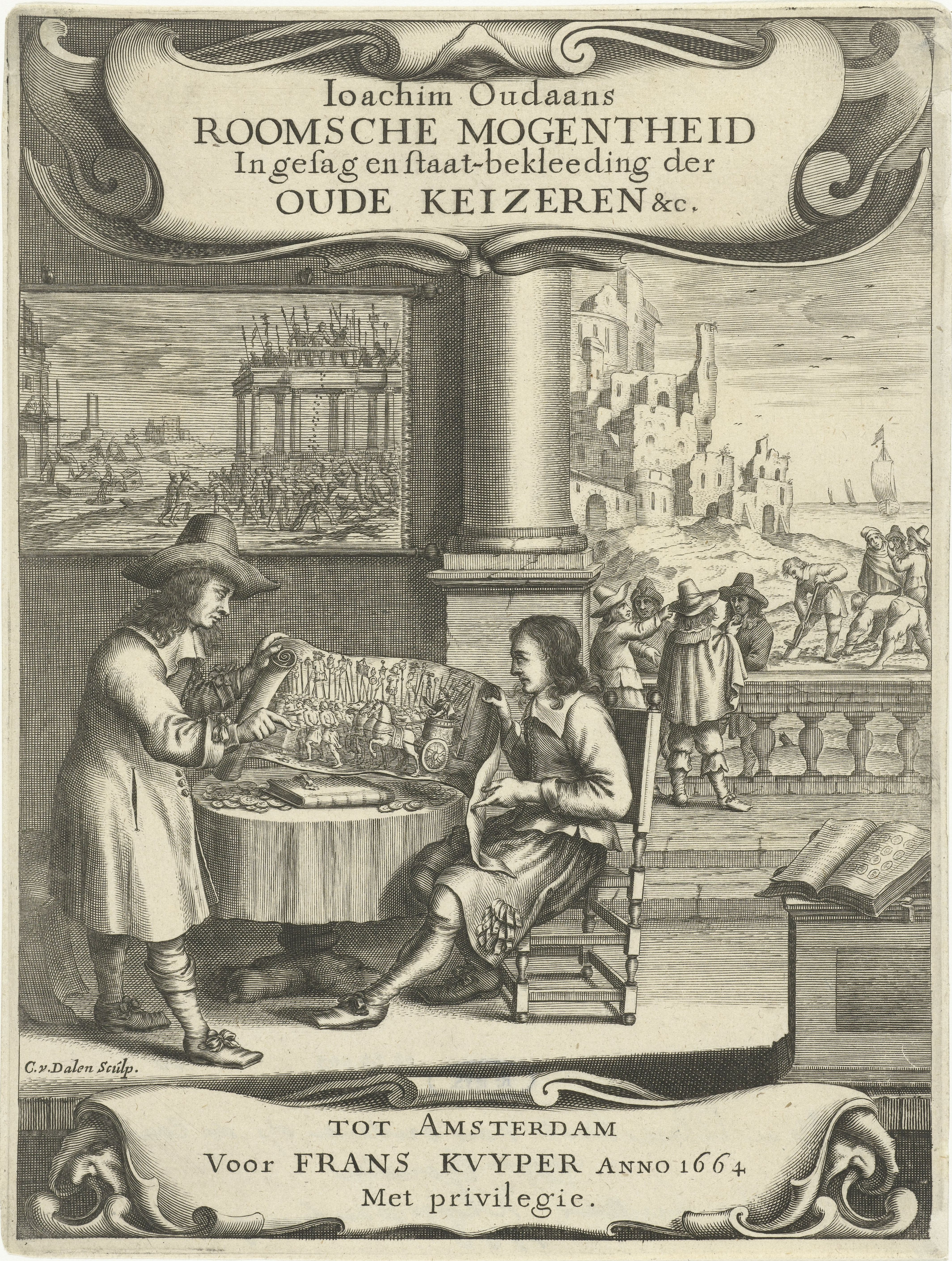
Titelblatt

- Für die Roomsche Mogendheit (1654) des Dichters Joachim Oudaen zeichnete er das von Cornelis van Dalen gestochene Titelblatt.
- Ihm wird auch das Gemälde Der ungetreue Knecht zugeschrieben, das in der kaiserlichen Galerie in Kassel hing.[5] Es befindet sich in der Gemäldegalerie Alte Meister in Kassel, Schloss Wilhelmshöhe.